# Punta Tafor
Punta Tafor är en udde i Argentina.   Den ligger i provinsen Chubut, i den södra delen av landet, 1 300 km sydväst om huvudstaden Buenos Aires.
Terrängen inåt land är platt. Havet är nära Punta Tafor åt sydost. Trakten är glest befolkad. Det finns inga samhällen i närheten. 